# Can Sala (Albanyà)
El Can Sala és un edifici al veïnat de Bassegoda, al costat de l'església de Sant Miquel de Bassegoda. Fou sens dubte la masia més important del poble de Bassegoda, avui part del municipi d'Albanyà a l'Alt Empordà.

## Arquitectura
És un gran casal de planta rectangular i teulat a dues aigües, amb els vessants vers les façanes principals. Disposa de baixos, destinats al bestiar, planta noble, organitzada a partir d'una àmplia sala de convit, i pis superior-golfes. Va ser bastida amb pedra del país poc treballada, llevat dels bons carreus cantoners i els emprats per fer obertures. Cal destacar sis finestrals de mig punt a la façana de llevant així com un doble badiu sostingut per una pilastra central al costat de migdia. A ponent, disposa d'un ampli corral, cabanes i pallisses. A la llinda de la porta principal es pot llegir la següent descripció: JAUMA SALA 1796.

## Història
Durant la segona carlinada es reuniren a Can Sala els tradicionalistes de l'Empordà, tot esperant l'entrada del Pretendent, el comte de Montemolín, albergat aleshores a Sant Llorenç de Cerdans. Els carlins de la Garrotxa l'esperaven a Can Morató de Ribelles. La importància que en el seu dia va tenir Can Sala de Bassegoda queda reflectida per l'arribada del gran historiador de dret, Eduard de Hinojosa, per tal de conèixer documents cabdals de l'època dels remences, guardats a l'arxiu familiar.